# Robert Rodrigue
Robert Rodrigue, né le 12 juillet 1900 à Abbeville et mort le 22 janvier 1982 à Saint-Germain-en-Laye, est un peintre et affichiste français.

## Biographie
Robert Francis Octave Fernand Rodrigue naît le 12 juillet 1900 à Abbeville dans le département de la Somme, du mariage de Fernand Rodrigue et d'Ismérie Dallery. Ses parents, dans la première moitié du XXe siècle, sont marchand de cycles et armurier au Touquet-Paris-Plage.
Poussé par sa mère, il peint depuis l'âge de 20 ans, ses peintures traduisent une émotion que l'on retrouve dans ses tableaux d'Honfleur et du Touquet, une ville, sur le plan familial, à laquelle il est resté très attaché, comme à d'autres villes du littoral français, Saint-Malo, Trégastel, Villefranche-sur-Mer.
Il est, avant tout, un affichiste de talent, il est récompensé en 1962 avec le premier prix international de l'affiche à Toronto.  
Il passe l'essentiel de sa vie au Vésinet où il peint Le Palais Rose, Les Ibis, La Villa de Maurice Utrillo, La Villa d'Alphonse Pallu, œuvres visibles dans les bâtiments publics de la ville. 
En 1935, il réalise l'affiche annonçant la création de la première saison touristique de Noël au Touquet-Paris-Plage, sa commune d'enfance. 
Il est sociétaire du Salon d'automne depuis 1938. 
Il fait partie du Salon des indépendants de Chatou, Croissy-sur-Seine, Courbevoie, Le Vésinet, Saint-Germain-en-Laye, Rueil-Malmaison, Bougival et Conflans-Sainte-Honorine. 
Il est domicilié au 11, allée des Lévriers au Vésinet.
Il meurt le 22 janvier 1982 à Saint-Germain-en-Laye dans le département des Yvelines et est inhumé au cimetière du Vésinet.

## Distinctions
Il obtient, le premier prix international de l'affiche à Toronto en 1962, et le premier prix du Vésinet en 1969.
Il reçoit, en 1969 et 1971, la grande Médaille de bronze de la police, du préfet Grimaud.
Il obtient le premier prix du conseil général des Yvelines en 1973.
Il est médaillé d'argent par le maire de Chatou, M. Catinat.

## Œuvres
- Affiches déposées à la bibliothèque nationale[4].